# Jü Čchien
Jü Čchien (čínsky pchin-jinem Yú Qiān, znaky zjednodušené 于谦, tradiční 于謙; 1398–1457) byl čínský státník a básník, v letech 1449–1457 ministr vojenství vlády říše Ming. Za císaře Jing-cunga pracoval na ministerstvu vojenství, nakonec ve funkci náměstka ministra. Vynikl v tchumuské krizi, kdy se postavil do čela obrany proti Mongolům a byl povýšen na místo ministra vojenství. Následujících osm let zůstal nejvlivnějším členem vlády nového císaře Ťing-tchaje. V lednu 1457 se k moci vrátil Jing-cung, který Jü Čchiena neprodleně popravil.

## Jména
Jü Čchien používal zdvořilostní jméno Tching-i (čínsky pchin-jinem Tíngyì, znaky 廷益), pseudonym Ťie-an (čínsky pchin-jinem Jiéān, znaky zjednodušené 节庵, tradiční 節庵). Obdržel posmrtné jméno Čung-su (čínsky pchin-jinem Zhōngsù, znaky zjednodušené 忠肃, tradiční 忠肅).

## Život
Jü Čchien pocházel z čeťiangského Čchien-tchangu, dnes součásti Chang-čou, narodil se roku 1398. Po studiích konfucianismu úspěšně prošel všemi stupni úřednických zkoušek, roku 1421 složil nejvyšší, palácové, zkoušky a získal hodnost ťin-š’. V první polovině 20. let působil v kontrolním úřadu jako vyšetřující cenzor ťien-čcha jü-š’, později pracoval v kontrolním úřadu, působil jako koordinátor sün-fu pro Che-nan a Šen-si a na ministerstvu vojenství říše Ming, nakonec ve funkci náměstka ministra.
Začátkem září 1449 byl mingský císař Jing-cung v čele armády poražen Mongoly u Tchu-mu a padl do zajetí. V bitvě zahynulo množství generálů a hodnostářů, včetně ministra vojenství Kchuang Jie. Jü Čchien se jako nejvýše postavený úředník ministerstva vojenství po bitvě chopil iniciativy, postavil se proti ústupu vlády z Pekingu do Nankingu, zorganizoval obranu města a 7. září byl jmenován ministrem vojenství, přičemž fakticky stanul v čele vlády. Patřil ke skupině úředníků a eunuchů, kteří v polovině září 1449 prosadili jmenování Jing-cungova mladšího bratra císařem (císař Ťing-tchaj). V Ťing-tchajově vládě zaujal pozici nejmocnějšího muže. V letech 1454–1455 onemocněl a ztratil velkou část svého vlivu, zůstal však ministrem až do ledna 1457. V lednu 1457 se státním převratem vrátil na trůn Jing-cung, který ihned popravil přední stoupence svého předchůdce, včetně Jü Čchiena.
Vedle úřední kariéry proslul i jako básník, patrně nejvýznamnější osobnost své generace.